# 佐里亞涅 (克拉斯諾赫拉德區)
49°26′46″N 35°25′46″E / 49.44611°N 35.42944°E
佐里亞內（烏克蘭語：Зоряне）是位於烏克蘭東部的村莊，由哈爾科夫州别列斯京区的克拉斯諾赫拉德市鎮負責管轄。該村始建於1922年，面積2.11平方公里，海拔高度145米，2001年人口455，人口密度每平方公里215.3人。